# Pumori
O Pumori (ou Pumo Ri) é uma montanha dos Himalaias com altitude que algumas fontes indicam ser 7 138 m e outras 7 161 m de altitude, situada na fronteira China-Nepal, cerca de 8 km a oeste do monte Everest. O nome Pumori, que significa "irmã solteira" no dialeto xerpa local, foi-lhe posto por George Mallory. Os alpinistas chamam-no também, por vezes, "Filha do Everest". Tem proeminência não inferior a 1 278 m e isolamento topográfico de apenas 6,12 km.
O Pumori é conhecido pela sua relativa facilidade de ascensão (dificuldade 3 na escala decimal de Yosemite) embora tenha risco de avalanches) quando comparada com os seus vizinhos Everest e Lhotse.
A primeira ascensão a esta montanha foi feita por Gerhard Lenser em 1962 como membro de uma expedição suíço-alemã.
Na primavera de 1996, dois checos, Leopold Sulovsky e Michalec Zeduak abriram uma nova rota na vertente sul.
Um cume adjacente é o Kala Patthar (5 643 m), que aparece como grande formação castanha na impressionante vertente sul. Muitos dos montanhistas que alcançam o Campo Base do Everest tentam escalar este cume. As vistas do Kala Patthar, de onde se observa o Everest, Lhotse e Nuptse, são impressionantes em dias claros.
Foi nesta montanha que o montanhista português João Garcia organizou com sucesso, em 2003, a primeira expedição portuguesa de alpinismo aos Himalaias
Em abril de 2015, na consequência dum sismo, várias dezenas de montanhistas ficaram soterrados por uma avalancha que ocorreu entre o Pumori e o Lingtren.